# Hybridoneura abnormis
Hybridoneura abnormis är en fjärilsart som beskrevs av W. Warren 1898. Hybridoneura abnormis ingår i släktet Hybridoneura och familjen mätare. Inga underarter finns listade i Catalogue of Life.